# Buronje
Buronje, manja, plemenski nedovršena crnogorska zajednica, dijelom ozriničkog porijekla, iz Lješanske nahije. Naseljeni su u glavnom selu  'Buronje'  i manjem  'selu'  Markovići u nekadašnjem takozvanom Srednjem 'Komunu'-. Poput  'plemena'  Draževina i Gradac plemenski se nisu do kraja formirali a podijeljeni su na tri bratstva: Radusini, Markovići i Kunice. Ovi posljednji su u stvari grupa bratstava Ćetkovići, Vučkovići i Nenadovići, u narodu nazivanih Kunice. Novodoseljenici su Markovići i Radusini porijeklom od plemena Ozrinića ili Čeva. Markovići su dobili ime po rodonačelniku Marku Dragojevu, bratu ozriničkog serdara Vukote, od kojeg potječe ozrinićko (čevljansko) bratstvo Vukotići. Bratstvo Radusini također su ozriničkog porijekla, točnije od Komnena Radusina. Srednjem 'Komun'-u uz Buronje pripadali su i Stanisaljići i Gradac sa Župom Gradačkom.

## Vanjske poveznice
- Lješanska nahija